# Turbomeca Palas
Il Turbomeca Palas era un motore turbogetto a compressore centrifugo utilizzato su velivoli leggeri.
Venne progettato nel 1950 dal produttore francese Société Turbomeca e successivamente prodotto sotto licenza dalla Blackburn and General Aircraft in Gran Bretagna e dalla Teledyne Continental Motors negli Stati Uniti.

## Velivoli utilizzatori
Francia
- Castel-Mauboussin CM-08R9.8 Cyclope
- Fouga CM.130
- Payen Pa 49
- SIPA S.200 Minijet
- SIPA S.300
- Sud-Ouest Bretagne

 Regno Unito
- Miles Sparrowjet
- Short SB.4 Sherpa
- Somers-Kendall SK-1

 Italia
- Caproni Trento F.5
- CVV 6 Canguro
- Mantelli AM-12

 Jugoslavia
- Ikarus 451
- Ikarus S451M
- Ikarus 452M

 Stati Uniti
- Douglas DC-3 (come motore booster)